# Neues Schloss Kollm

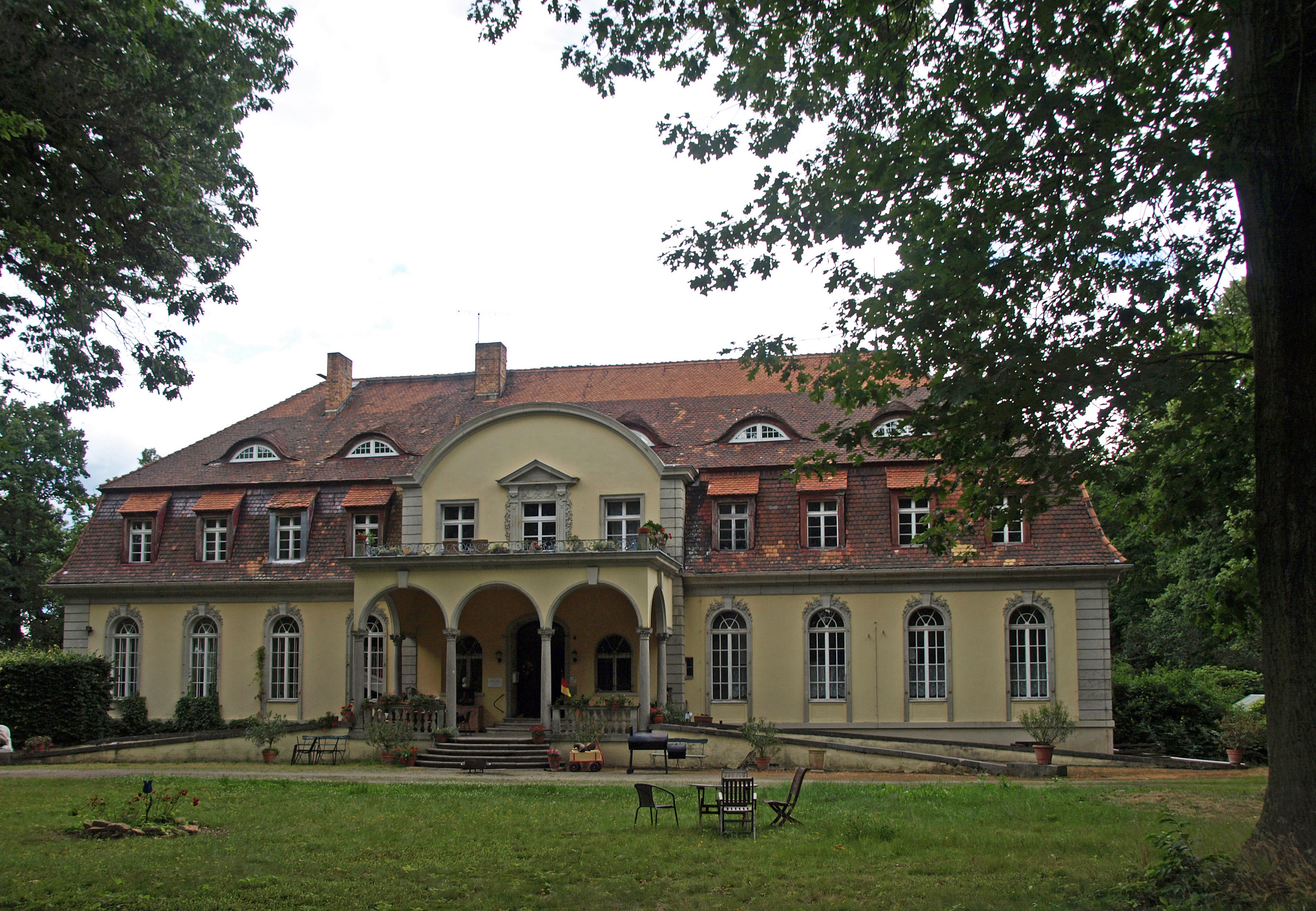
Neues Schloss Kollm, Hofseite (2014)

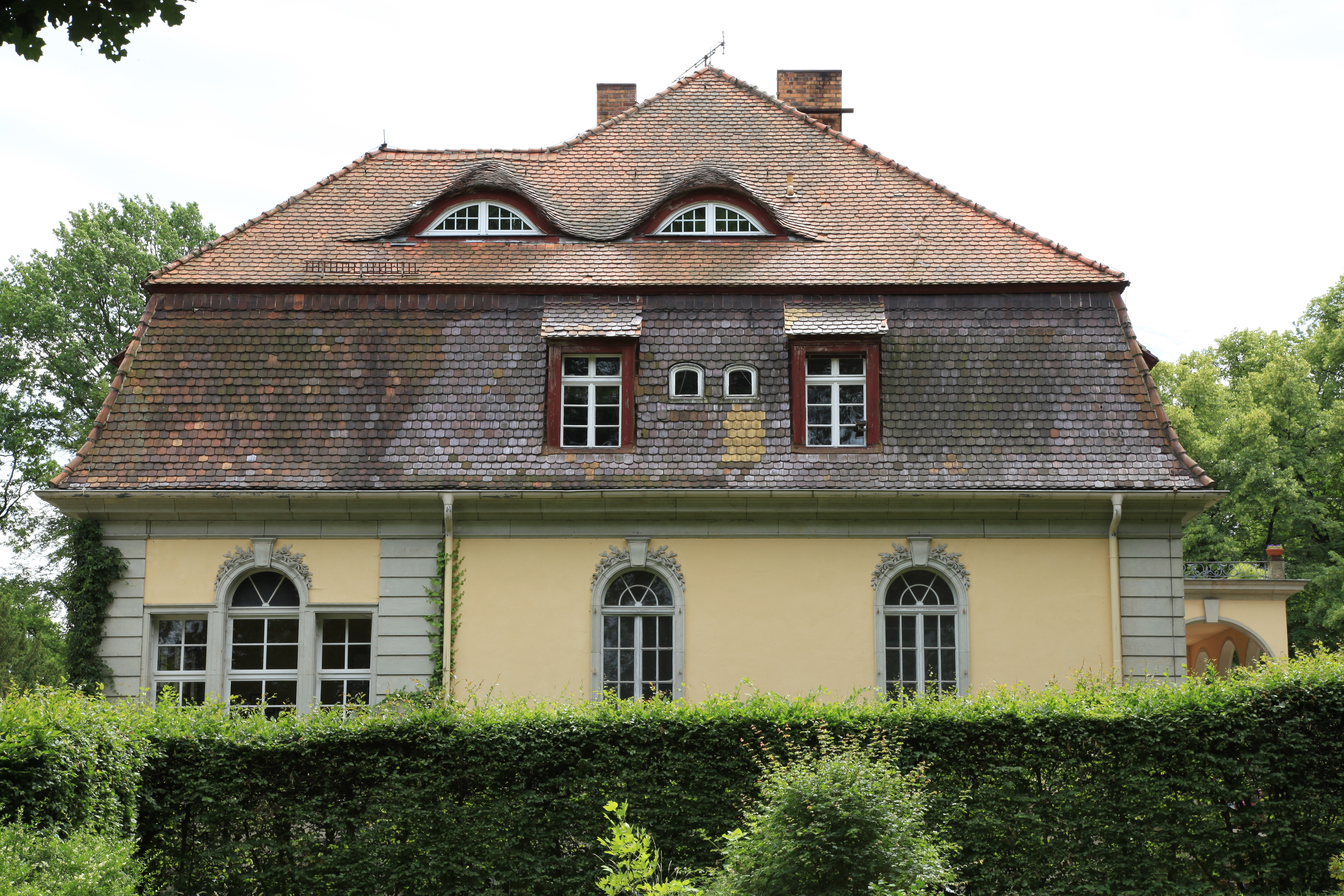
Ansicht des nördlichen Seitenflügels (2012)

Das Neue Schloss Kollm ist das neobarocke Herrenhaus des ehemaligen Gutes Kollm, heute Ortsteil der Gemeinde Quitzdorf am See im Landkreis Görlitz in der sächsischen Oberlausitz. Es wurde 1909–1911 erbaut und steht aufgrund seiner ortsgeschichtlichen Bedeutung unter Denkmalschutz.

## Geschichte und Architektur
Das Neue Schloss wurde nach Plänen der Berliner Architekten Alfred Breslauer und Paul Salinger errichtet, nachdem das Gut von Wilhelm Freiherr von Rüxleben erworben worden war. Nach dessen Tod im Jahr 1915 heiratete Rüxlebens Witwe im Oktober 1917 den Regierungspräsidenten Walther von Miquel, wodurch das Gut Kollm in dessen Besitz kam. Bei der Bodenreform in der Sowjetischen Besatzungszone nach dem Zweiten Weltkrieg wurde Walther von Miquel enteignet. Ab 1947 wurde das Schloss als Altenheim genutzt. Seit 1999 ist das Gebäude in Privatbesitz, etwa zu dieser Zeit wurde es aufwändig saniert.
Das Herrenhaus ist ein eineinhalbgeschossiger Bau mit ausgebautem Mansarddach. Es hat neun Achsen und einen leicht vorgezogenen Mittelrisalit. An der Hofseite befinden sich eine Vorhalle und an der Gartenseite eine Freitreppe vor dem Mittelrisalit. Die Fenster sind rundbogig und mit plastischen Blumenranken gefasst.